# ناصر خاطر
ناصر خاطر عبد الله السعدي (مواليد 11 أكتوبر 1999) لاعب كرة قدم إماراتي يجيد اللعب في الهجوم مع نادي الجزيرة الحمراء.

## مسيرة اللاعب
لعب في نادي الفجيرة ونادي الجزيرة الحمراء.

## روابط خارجية
- ناصر خاطر على موقع Soccerway.com (الإنجليزية)